# Liparis hawaiensis
Liparis hawaiensis là một loài phong lan thuộc chi Liparis.

## Hình ảnh

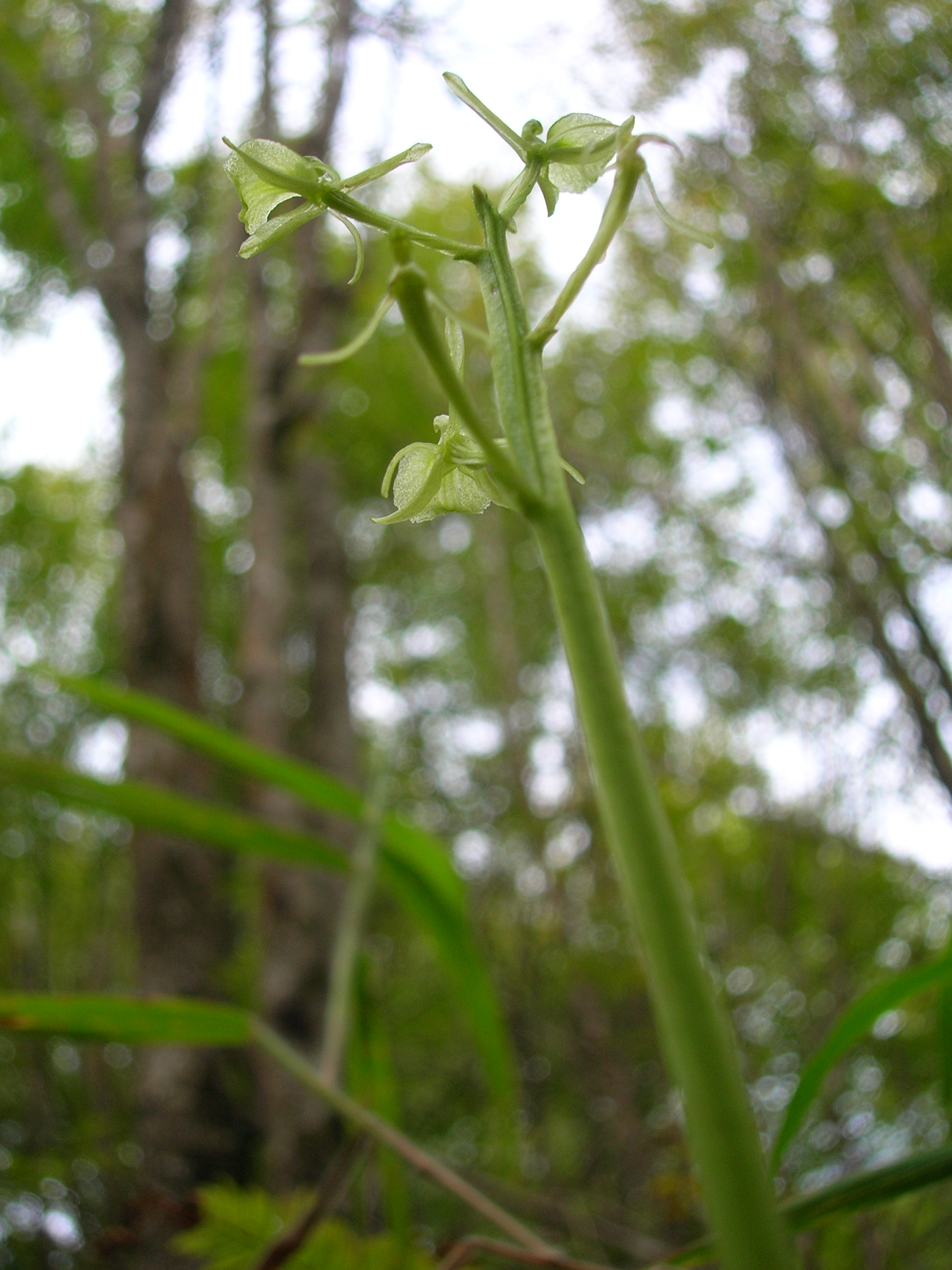
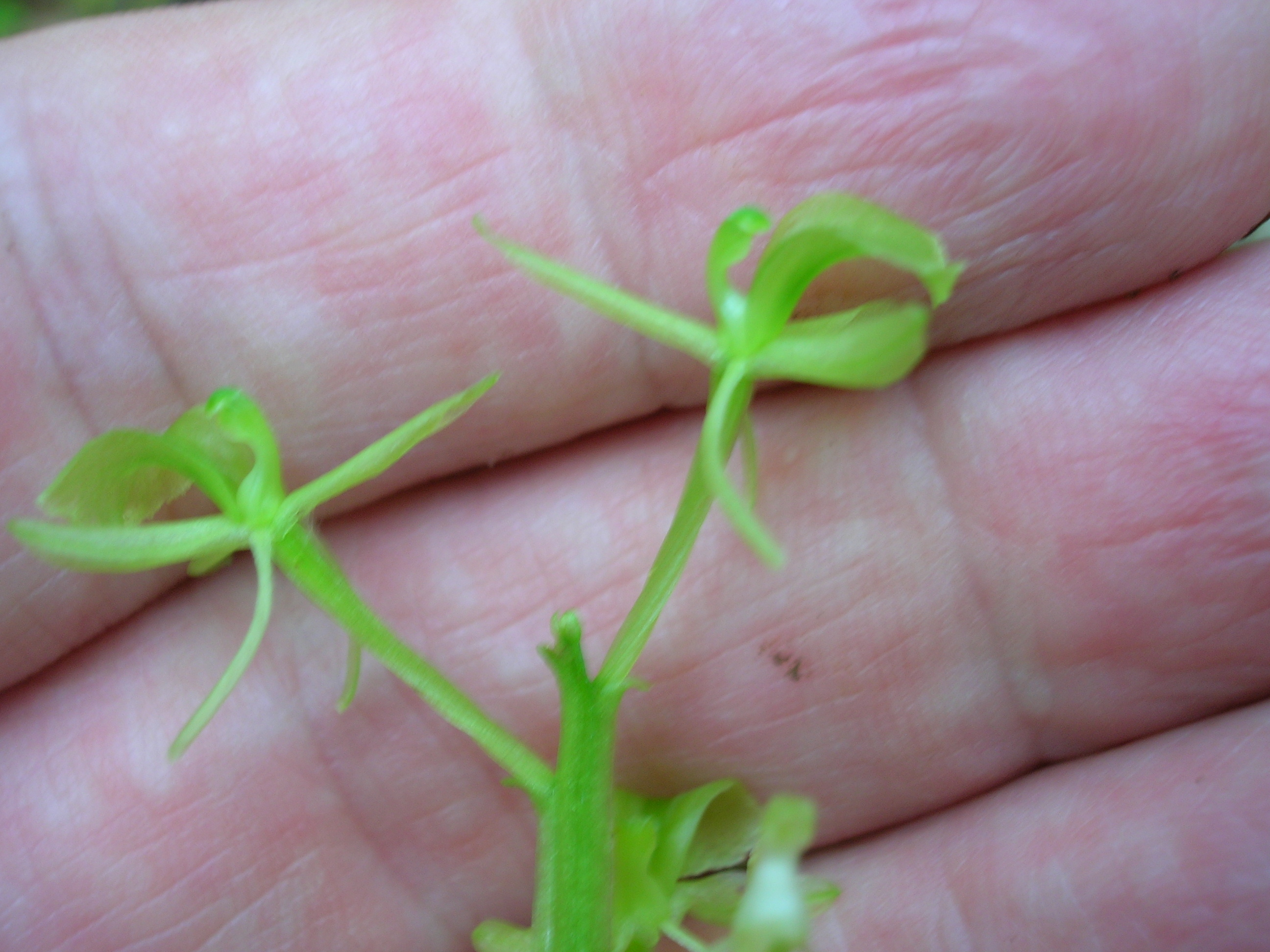
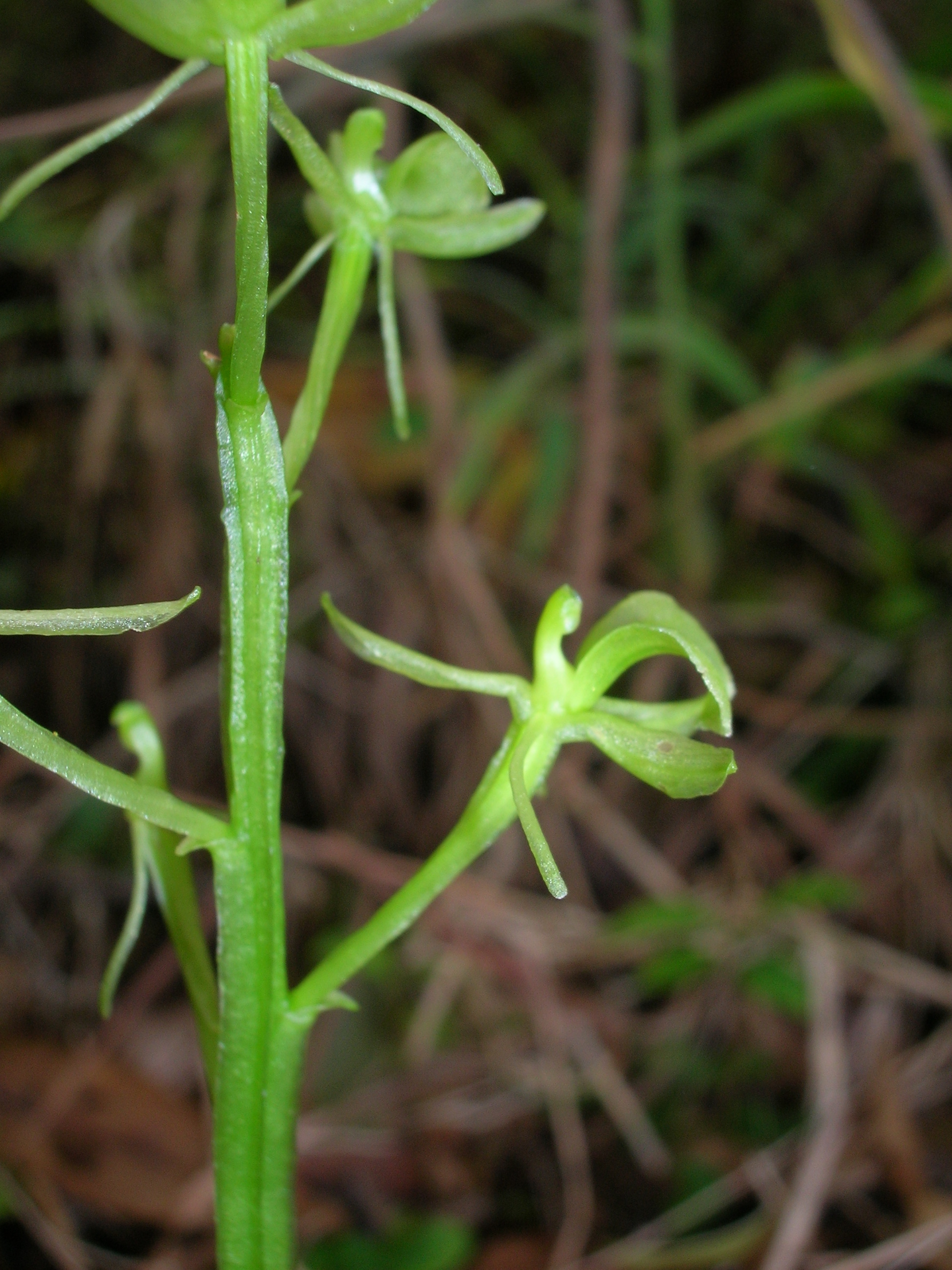
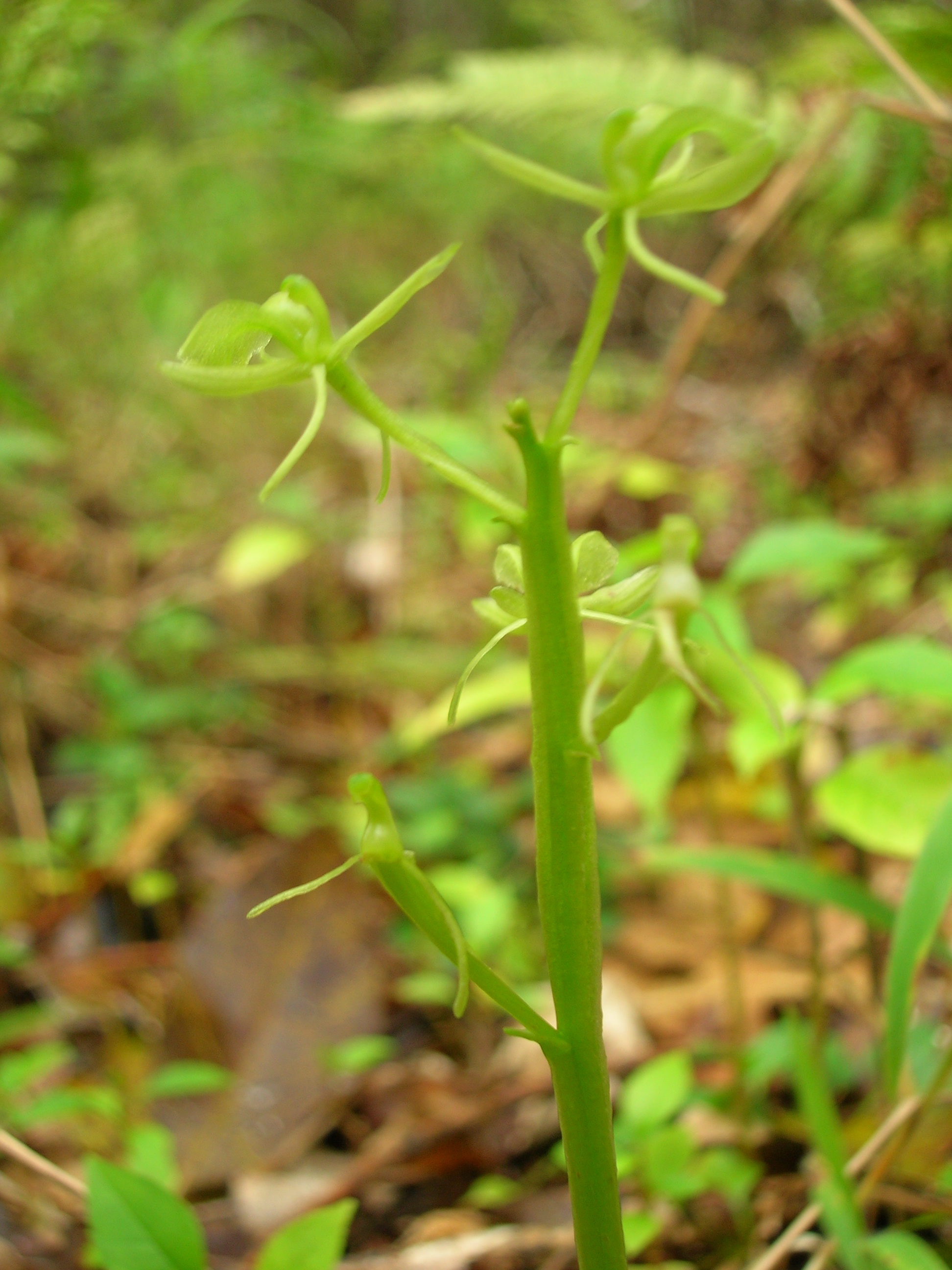